# リンクス・ブルーライン
リンクス・ブルーライン（Lynx Blue Line）は、ノースカロライナ州シャーロットで運行されているライトレールである。シャーロット地域交通システム（CATS）によって運営されている。1日の利用者数は29,900人。

## 歴史
2005年2月に建設が開始され、2007年11月24日に営業開始（I-485/サウス・ブルーバード駅・7丁目駅間）。ノースカロライナ州においては、1938年に路面電車が廃止されて以来初の都市高速鉄道となった。開業して初めての週末である25日・26日には1日に60,000人の乗客が利用した。2018年3月16日にUNCシャーロット・メイン駅まで延伸。

## 運行形態
月曜日から土曜日にかけては朝5時半から深夜1時半まで、日曜日は朝6時半から深夜12時まで運転されている。平日はラッシュ時は10分間隔、夜間は20分間隔、土曜日は昼間15分間隔、夜間20～30分間隔、日曜日は昼間20分間隔、夜間20～30分間隔で運転。2020年6月以降はコロナウイルス流行のため、全日日曜ダイヤで運転されている。車両はシーメンスS70形電車が使用されている。

## 運賃
駅にある券売機で切符を購入する。料金は距離によらず2.2ドル（往復切符は4.4ドル）。1日乗り放題券（6.6ド
ル）、1週間乗り放題券（30.8ド
ル）、1カ月乗り放題券（88ドル）なども販売されている。62歳以上の高齢者、障害者は割引がある。大人と同伴している5歳以下の子供は無料。信用乗車方式を採用しており、駅に改札はないが、定期的にCATSの係員が車内で切符の確認を行っている（切符を持っていないと50ドルの罰金が科される）。CATSによると、無賃乗車により、収入の4～5％が失われているという。また、2010年6月の推計では、乗客の0.5％が無賃乗車しており、一日当たり300ドルの損失が発生している。

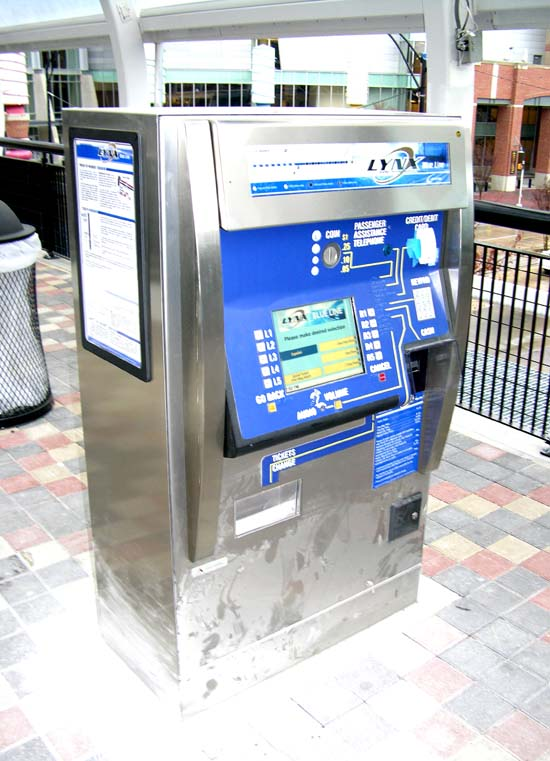
駅に設置された自動券売機

なお、開業日に限り無料で運行された。

## 駅一覧
| 駅                                                    | 乗り換え                 | 開業日         |
| ----------------------------------------------------- | ------------------------ | -------------- |
| I-485/South Boulevard                                 |                          | 2007年11月24日 |
| Sharon Road West                                      |                          | 2007年11月24日 |
| Arrowood                                              |                          | 2007年11月24日 |
| Archdale                                              |                          | 2007年11月24日 |
| Tyvola                                                |                          | 2007年11月24日 |
| Woodlawn                                              |                          | 2007年11月24日 |
| Scaleybark                                            |                          | 2007年11月24日 |
| New Bern                                              |                          | 2007年11月24日 |
| East/West Boulevard                                   |                          | 2007年11月24日 |
| Bland Street                                          |                          | 2007年11月24日 |
| Carson                                                |                          | 2007年11月24日 |
| Stonewall                                             |                          | 2007年11月24日 |
| 3rd Street/Convention Center                          |                          | 2007年11月24日 |
| Charlotte Transportation Center CTC Arena (Gold Line) | リンクス・ゴールドライン | 2007年11月24日 |
| 7th Street                                            |                          | 2007年11月24日 |
| 9th Street                                            |                          | 2018年3月16日  |
| Parkwood                                              |                          | 2018年3月16日  |
| 25th Street                                           |                          | 2018年3月16日  |
| 36th Street                                           |                          | 2018年3月16日  |
| Sugar Creek                                           |                          | 2018年3月16日  |
| Old Concord Road                                      |                          | 2018年3月16日  |
| Tom Hunter                                            |                          | 2018年3月16日  |
| University City Blvd                                  |                          | 2018年3月16日  |
| McCullough                                            |                          | 2018年3月16日  |
| JW Clay Blvd/UNC Charlotte                            |                          | 2018年3月16日  |
| UNC Charlotte–Main                                    |                          | 2018年3月16日  |